# باولو تورناغي
باولو تورناغي (بالإيطالية: Paolo Tornaghi)‏ (21 يونيو 1988 في إيطاليا - ) هو لاعب كرة قدم إيطالي في مركز حراسة المرمى. شارك مع منتخب إيطاليا تحت 16 سنة لكرة القدم ومنتخب إيطاليا تحت 17 سنة لكرة القدم ومنتخب إيطاليا تحت 18 سنة لكرة القدم ومنتخب إيطاليا تحت 20 سنة لكرة القدم. أما مع النوادي، فقد لعب مع إنتر ميلان وشيكاغو فاير وفانكوفر وايتكابس ونادي ريميني ونادي كومو ونادي هلسنكي وWhitecaps FC 2 ‏ وVancouver Whitecaps FC U-23 ‏.

## وصلات خارجية
- باولو تورناغي على موقع الدوري الأمريكي (الإنجليزية)
- باولو تورناغي على موقع قاعدة بيانات كرة القدم.إي يو (الإنجليزية)
- باولو تورناغي على موقع Soccerbase.com (لاعب) (الإنجليزية)
- باولو تورناغي على موقع Soccerway.com (الإنجليزية)
- باولو تورناغي على موقع عالم كرة القدم.نت (الإنجليزية)
- باولو تورناغي على موقع AS.com (الإسبانية)